# Eudexia dreisbachi
Eudexia dreisbachi är en tvåvingeart som beskrevs av Henry J. Reinhard 1956. Eudexia dreisbachi ingår i släktet Eudexia och familjen parasitflugor. Inga underarter finns listade i Catalogue of Life.